# Radio de Show ラジオでしょう
『Radio de Show ラジオでしょう』は、ラジオ福島（rfc）で毎週月曜 - 金曜の午後に放送されている生放送のラジオ番組。
1995年から23年にわたり放送されていた「かっとびワイド」の終了に伴い、2018年10月1日に放送開始。

## パーソナリティ

### 現在
◎はラジオ福島アナウンサー
- 月曜：◎森本庸平、MANAMI（2019年4月 - ）[3]
- 火曜：◎深野健司、なすび
- 水曜：鏡田辰也[4]、フジナッツ健[5]（2020年4月 - ）[6]
- 木曜：◎大本愛惟（2024年10月 - ）[7]、ぺんぎんナッツ（2025年4月 - ）[8]
- 金曜：◎海藤尚美[9]、普天間かおり

前番組と違い基本的にこの番組は副題はつかないが、火曜のみ「なすけんパーティ」の副題がつく。副題ではないが月曜は「もりまな」、金曜は「かおりとなおみのRadio de Show」という愛称がある。
2020年から2023年にかけて、公開生放送時を除きパートナーは新型コロナウイルス感染防止の観点からリモート出演の形を取っていた。

### 過去
- 月曜：手塚伸一（2018年10月 - 2019年3月）
- 木曜：カガちゃんの愉快な仲間たち（2018年10月 - 2019年3月）
- 水曜：母心（2018年10月 - 2020年3月）[10][11]

## 主なコーナー
2021年6月現在
- いってみっカー中継

県内各地から中継を結ぶ。担当者は固定されておらず、パーソナリティのアナウンサーが担当曜日以外の日に中継を担当する場合もある。鏡田が中継を担当する場合はフリーの立場ではあるが他のアナウンサー同様「鏡田辰也アナウンサー」として紹介される。
- Quiz de Show

リスナーが挑戦するクイズコーナー。3問出題され、全問正解すると賞金を獲得できる。ただし、一度でも獲得したリスナーは年度内は応募できない。また、実名での参加が義務付けられており、匿名・匿住所・匿電話番号のリスナーも参加できない。
月曜は放送日時点の芸能人の誕生日に関した上下前後2択クイズ、火曜は意味から単語を当てる逆引き広辞苑クイズ、水曜はある楽曲を誰がカバーしているかを当てる問題、木曜はイントロクイズ、金曜は普天間の出身地の沖縄県や普天間に関する3択クイズが出題される。2023年3月31日をもって終了。長年に渡り午後のワイド番組で続いていた電話で参加するクイズコーナーは廃止となった。
- rfcニュース、天気予報

番組タイトルは共通しており、番組のテーマ曲も同じであるが、曜日ごとに番組で使用するジングルが異なっており、番組共通のジングルが存在しない。また帯番組ではあるが、パーソナリティはそれぞれ異なっているため、月・水のエンディングの挨拶は「また明日」ではなく「また来週」になっている。

### 曜日別コーナー
月曜
- 推せ!推せ!まなみゅー

MANAMIがお気に入りのミュージシャンを紹介する。
- アリオスのはなし(第1週・第3週)
- やっぱ乃木坂だなぁ

森本がファンの乃木坂46の曲を紹介する。
- もり旅(隔週)

森本がアニメやドラマなどの舞台になった場所を紹介する。
- MANAMIの森(隔週)

MANAMIが最近見たアニメ作品を紹介する。
- Mori Mana de Music

ある一つのアーティストの曲をお題に沿って紹介する。
- ようこそ!野口博士の故郷猪苗代へ
- いでよ!もりまな(仮)

もりもとリサイタル・もりもとポエム・MANAMIの「お悩み解決できるかな?」のどちらかが放送される。「〜リサイタル」は森本が歌を披露。月曜日が祝日になった時に流される。、「〜ポエム」は森本が与えられたテーマを元に即興で詩を披露するコーナー。「お悩み」はMANAMIが「笹谷の母」としてリスナーの悩みを相談する。
- rfc命を守るキャンペーン

防災・健康・交通安全の3つをキーワードに、各界専門家へのインタビューとともに啓蒙活動を展開する。
- MANA-Melo

MANAMIの生歌や音源が流れる。
火曜
- なすけんIDパワープレイde show!

番組一推しの楽曲を1ヶ月間オンエアする。「ID」とは担当ディレクターの「今井ディレクター」を指す。月によっては候補曲を挙げ、リスナーに選ばせる場合もある。2024年2月はパーソナリティのなすびとTajaのnappoが歌った「いただきます」がオンエアされた。
- ナスポーツ

1週間のスポーツや競馬関連の出来事について語る。
- あつまれパーティ

福島県内外で活躍している人物にインタビューする。
- とみっぴーラジオ（第2週）

富岡町からの広報と、東日本大震災の復興に携わる人々へのインタビューを伝える。
- ごきげんなすびーと・ヒットでけんじ

どちらも担当ディレクターから指示されたテーマを元に選曲される(前者の場合は指示が滅茶苦茶なため無視されるが、後者の場合は無理矢理テーマと合わせることが多い)。前者は定時に放送されるが、後者は時間が決まっておらず突如放送される(放送されない場合あり)。また、前者は洋楽邦楽問わず最新曲が中心だが、後者は新旧問わずOAされる。双方とも稀に番組に出演したゲストやリスナーからのリクエストがオンエアされる事がある(後述のなすけんアニメロディーも同様)。
- 会津お菓子の蔵 太郎庵 社長通信

会津坂下町の「お菓子の蔵　太郎庵」の社長に手塚伸一がインタビューする。
- なすけんトリップ

深野となすびが県内外のスポットを訪問した様子を数回に分けて放送する。
- ガンプラコーナー[22]

深野となすびがガンプラを制作しながらリスナーからのメッセージを紹介する。一時期、このコーナーの模様の動画が放送後YouTubeにアップされることがあった。
- なすけんアニメロディー

新旧問わずアニメソングがOAされるが、それに加えコーナーの前にも機動戦士ガンダム関連の曲がOAされ、その曲をBGMにガンダム関連のメッセージが紹介される。

水曜
- Music de Show

フジナッツがそれぞれ選曲した曲を紹介する。
- 幸楽苑スピリットあなたにこの一杯

鏡田が幸楽苑の商品開発者に新メニューの開発秘話を聞く。毎週日曜の17:15-17:25に再放送されている。
- ピコピコ・ピュンピュン

フジナッツ健が様々なスマホゲームを鏡田に紹介し、実際にプレイしてもらう。
- カガちゃんの「ローソンが好き」

ローソンの新商品などを紹介するコーナー。2020年12月に、コーナー企画で生まれた「桃クリームコロネ」を福島県内のローソン全店で発売した。2023年11月29日の放送をもって終了。
木曜
- もくもくプレイリスト

パーソナリティが選んだ、ある共通点を持つ3曲が、13時台・14時台・15時台にそれぞれ1曲ずつオンエアされる。リスナーからも、その3曲にどんな共通項があるのかを募っているが、正解しても特にプレゼントなどは用意されていない。
- ファイトFukushima!

福島県で行われる予定の催事を紹介する。
金曜
- 普天間かおりのゆんたくさんだより

普天間が出身地の沖縄県の観光や行事・風習・最近の出来事などを伝える。
- 最近気になるトピックス
- 3時のラジオ局

県内各地のコミュニティFM局と電話をつなぎ、地域の話題や情報などを伝えてもらう。
- 輝け!みんなの歌謡選手権
- 心のビタミンソング
- 普天間かおりのいちゃりばちょーでー ～うつくしま・ちゅらしま物語～（第1週・第3週）

金曜日は他の曜日と違い、メッセージ紹介時にBGMが流れているのが特徴である。